# Donus
Donus (ur. w Rzymie, zm. 11 kwietnia 678) – 78. papież w okresie od 2 listopada 676 do 11 kwietnia 678.

## Życiorys
Był synem Maurycego, pochodził z Rzymu. Po śmierci Adeodata II został wybrany na papieża, pomimo że był już w podeszłym wieku. Donus przez kilka miesięcy czekał na zatwierdzenie swego wyboru przez cesarza Konstantyna IV.
Podczas pontyfikatu Teodora I patriarcha Konstantynopola proponował pojednanie Kościołów Zachodniego i Wschodniego przez wspólne wyznanie wiary.
Papież Donus próbował nakłonić do jedności z Kościołem rzymskim Reparata 677, egzarchę Rawenny, oderwanego od Kościoła przez cesarza Konstantyna II, co zakończyło się sukcesem. Papież Donus rozbudował i ozdobił kilka kościołów, m.in. atrium bazyliki św. Piotra otrzymało marmurową posadzkę.
Donus zmarł w Rzymie i został pochowany w bazylice św. Piotra.